# Biston marginata
Biston marginata es una especie de polilla de la familia Geometridae. La especie fue descrita por primera vez por Tokuichi Shiraki en 1913 con distribución en los bosques montañosos de China. El holotipo de la especie fue descrita en el sector Saeki de la prefectura de Ōita y un sintipo de la isla de Taiwán. Análisis filogenéticos apoyan la opinión de que B. marginata está estrechamente relacionada con Biston pantrinaria.

## Rol como plaga
La oruga de la especie B. marginata es un insecto polífago que daña gravemente diversos cultivos de interés económico, entre ellos la planta del té (Camellia sinensis), plantas del género Eucalyptus y causa abscisión en los frutos del té.: Notas 1  Las pérdidas económicas han aumentando a una escala alarmante. Los agricultores aplican múltiples estrategias preventivas para combatir esta plaga, especialmente en las etapas larvaria y de polilla. Sin embargo, las etapas larvaria y de polilla aparecen por un corto tiempo (3 meses), y el resto de su vida transcurre a través de la etapa de pupa. Por lo tanto, es necesario identificar, controlar y prevenir la polilla en la etapa de pupa.